# 51-я пехотная дивизия (Великобритания)
51-я хайлендская пехотная дивизия (англ. 51st (Highland) Division) — тактическое соединение Британской армии. Дивизия впервые сформирована в 1908 году как 1-я хайлендская территориальная дивизия (англ. 1st Highland Territorial Division) в ходе военной реформы Ричарда Холдейна. Принимала участие в Первой мировой войне (1914—1918 годы), в 1919 году демобилизована и превращена в кадрированную дивизию. В 1920 году реорганизована в Шотландии как часть Территориальной армии
В январе 1940 года 51-я дивизия высадилась в Гавре как часть Британских экспедиционных сил во Франции. 22 апреля дивизию передали в подчинение 3-й французской армии, после чего она была расквартирована у форта «Хакенберг» на линии Мажино. 10 июня дивизию придали 10-й французской армии в ходе противодействия немецкому наступлению. 12 июня большая часть дивизии, отступавшей с боями от Соммы, сдалась немцам в городе Сен-Валери-ан-Ко на побережье Ла-Манша.
Сумевшие избежать плена части дивизии были объединены с 9-й хайлендской дивизией (дублёр 51-й дивизии в составе Территориальной армии), сформировав новую 51-ю дивизию. В 1942 году дивизию отправили в Северную Африку. 10 июля 1943 года дивизия высадилась на Сицилии (операция «Хаски»). В ноябре 1943 года дивизию вернули в Англию. 6 июня 1944 года передовые части дивизии высадились на побережье Нормандии во второй волне десанта.
Расформирована в 1967 году.

## Состав
- 152-я (1-я хайлендская) бригада (152nd (1st Highland) Brigade)
  - 1/5-й сатерлендско-кайтнесский батальон Сифортского хайлендского полка (1/5th (Sutherland and Caithness) Battalion, Seaforth Highlanders)
  - 1/6-й морайширский батальон Сифортского хайлендского полка (1/6th (Morayshire) Battalion, Seaforth Highlanders)
  - 1/8-й аргайлширский батальон Аргайл-сатерлендского хайлендского полка (1/8th (Argyllshire) Battalion, Argyll and Sutherland Highlanders) (из 154-й бригады, с апреля 1915)
  - 1/4-й батальон Собственного Её Величества камеронского хайлендского полка (1/4th Battalion, Queen’s Own Cameron Highlanders (until February 1915))
  - 1/6-й ренфрьюширский батальон Аргайл-сатерлендского хайлендского полка (1/6th (Renfrewshire) Battalion, Argyll and Sutherland Highlanders) (из 154-й бригады, с апреля 1915 по июнь 1915)
  - 1/6-й банффский и донсайдский батальон Гордонского хайлендского полка (1/6th (Banff and Donside) Battalion, Gordon Highlanders) (с июня 1916)
- 153-я (2-я хайлендская) бригада (153rd (2nd Highland) Brigade)
  - 1/6-й батальон Чёрной стражи (1/6th Battalion, Black Watch)
  - 1/7-й файфский батальон Чёрной стражи (1/7th (Fife) Battalion, Black Watch)
  - Шетландские роты Гордонского хайлендского полка (Shetland Companies, Gordon Highlanders)
  - 1/4-й батальон Гордонского хайлендского полка (1/4th Battalion, Gordon Highlanders) (до февраля 1915)
  - 1/5-й бучанский и формартинский батальон Гордонского хайлендского полка (1/5th (Buchan and Formartine) Battalion, Gordon Highlanders) (до февраля 1918)
  - 1/7-й дисайдский хайлендский батальон Гордонского хайлендского полка (1/7th (Deeside Highland) Battalion, Gordon Highlanders) (до октября 1918)
- 154-я (3-я хайлендская) бригада (154th (3rd Highland) Brigade)

Первоначальная бригада включала следующие батальоны до апреля 1915 года, когда некоторые из батальонов перешли в 152-ю бригаду:
- 1/6-й ренфрюширский батальон Аргайл-сатерлендского хайлендского полка (1/6th (Renfrewshire) Battalion, Argyll and Sutherland Highlanders)
- 1/7-й батальон Аргайл-сатерлендского хайлендского полка (1/7th Battalion, Argyll and Sutherland Highlanders)
- 1/8-й Аргайлширский батальон Аргайл-сатерлендского хайлендского полка (1/8th (Argyllshire) Battalion, Argyll and Sutherland Highlanders)
- 1/9-й дунбартоширский батальон Аргайл-сатерлендского хайлендского полка (1/9th (Dunbartonshire) Battalion, Argyll and Sutherland Highlanders)

В период с 18 апреля 1915 по январь 1916 года бригада была заменена батальонами территориальных сил 164-й (Северный Ланкашир) бригады из 55-й (Западный Ланкашир) дивизии
- 1/4-й батальон Собственного Его Величества королевского полка (Ланкастерского) (1/4th Battalion, King’s Own Royal Regiment (Lancaster))
- 1/8-й ливерпульский ирландский батальон Его Величества полка (Ливерпульского) (1/8th (Liverpool Irish) Battalion, King’s Regiment (Liverpool))
- 2/5-й батальон Ланкаширского фузилёрного полка (2/5th Battalion, Lancashire Fusiliers)
- 1/4-й батальон Лоялистского полка (северный ланкаширский) (1/4th Battalion, Loyal Regiment (North Lancashire))
- 1/6-й батальон Камеронского полка (шотландские стрелки) (1/6th Battalion, Cameronians (Scottish Rifles))

После начала 1916 года в состав бригады входили следующие батальоны:
- 1/4-й росский хайлендский батальон Сифортского хайлендского полка (1/4th (Ross Highland) Battalion, Seaforth Highlanders)
- 1/4-й батальон Гордонского хайлендского полка (1/4th Battalion, Gordon Highlanders)
- 1/9-й хайлендский батальон Королевского шотландского полка (1/9th (Highlanders) Battalion, Royal Scots)
- 1/7-й батальон Аргайл-сатерлендского хайлендского полка (1/7th Battalion, Argyll and Sutherland Highlanders)

Артиллерия
- 1-я хайлендская бригада Королевской полевой артиллерии (I Highland Brigade, Royal Field Artillery) (нумеровалась CCLV (I Highland) Brigade на 19 мая 1916 года)
  - 1-я абердинская батарея (1st Aberdeen Battery)
  - 2-я абердинская батарея (2nd Aberdeen Battery)
  - 3-я абердинская батарея (3rd Aberdeen Battery)
  - Колонна боеприпасов (I Highland Brigade Ammunition Column)
- 2-я хайлендская бригада Королевской полевой артиллерии (II Highland Brigade, RFA) (нумеровалась CCLVI (II Highland) Brigade на 19 мая 1916 года)
  - Форфарширская батарея (Forfarshire Battery)
  - Файфширская батарея (Fifeshire Battery)
  - Дундийская батарея (Dundee Battery)
  - Колонна боеприпасов (II Highland Brigade Ammunition Column)
- 3-я хайлендская бригада Королевской полевой артиллерии (III Highland (Howitzer) Brigade, RFA) (нумеровалась CCLVIII (III Highland) Brigade на 17 мая 1915 года; расформирована 21 августа 1916 года)
  - 1-я ренфрюйская гаубичная батарея (1st Renfrew (Howitzer) Battery)
  - 2-я ренфрюйская гаубичная батарея (2nd Renfrew (Howitzer) Battery)
  - Колонна боеприпасов (III Highland (Howitzer) Brigade Ammunition Column)
  - Хайлендская файфширская тяжёлая батарея Королевской гарнизонной артиллерии (Highland (Fifeshire) Heavy Battery, Royal Garrison Artillery (until 5 May 1915))
- 1-я лоулендская бригада Королевской полевой артиллерии (I Lowland Brigade RFA) (присоединилась 10 ноября 1915 года из Forth Defences; перенумерована CCLVII 15 мая 1916 года, изменена на CCLX 3 июня 1916 года; расформирована 28 января 1917 года)[6]
  - 1-я эдинбургская батарея (1st Edinburgh Battery)
  - 2-я эдинбургская батарея (2nd Edinburgh Battery)
  - Мидлотианская батарея (Midlothian Battery)
  - Колонна боеприпасов (I Lowland Brigade Ammunition Column)

После реорганизации в августе 1916 и январе 1917:
- CCLV бригада Королевской полевой артиллерии (CCLV Brigade, RFA)

- A, B, C, D (H) батареи

- CCLVI бригада Королевской полевой артиллерии (CCLVI Brigade, RFA)

- A, B, C, D (H) батареи

Инженеры
- 1-я хайлендская полевая рота Королевских инженеров (1st Highland Field Company, Royal Engineers) (переименована в 400-ю (1-ю хайлендскую) полевую роту 3 февраля 1917 года)
- 2/2-я хайлендская полевая рота Королевских инженеров (2/2nd Highland Field Company, RE) (сформирована после начала войны; переименована в 404-ю (2/2-я хайлендская) полевую роту 3 февраля 1917 года)
- 3-я даремская полевая рота Королевских инженеров (3rd Durham Field Company, RE) (вступила в состав 19 сентября 1915 года; переведена в 7-ю дивизию 30 января 1916 года)
- 2-я хайлендская полевая рота Королевских инженеров (2nd Highland Field Company, RE) (переведена из 7-й дивизии 31 января 1916 года; переименована в 401-ю (2-ю хайлендскую) полевую роту 3 февраля 1917 года)

Инженерная разведка (пионеры)
- 1/8-й батальон Королевских шотландцев (1/8th Battalion Royal Scots) (переведён из 7-й дивизии 19 августа 1915 года)[7][8]

- 152-я пехотная бригада (152nd Infantry Brigade) (бывшая 26-я пехотная бригада)[9]
  - 2-й батальон Сифортского хайлендского полка (2nd Battalion, Seaforth Highlanders)
  - 4-й/5-й батальон Сифортского хайлендского полка (4th/5th Battalion, Seaforth Highlanders) (до 4 апреля 1941)
  - 7-й батальон Сифортского хайлендского полка (7th Battalion, Seaforth Highlanders) (до 2 августа 1940)
  - 5-й батальон Собственного Её Величества камеронского хайлендского полка (5th Battalion, Queen’s Own Cameron Highlanders)
  - Противотанковая батарея (152nd Infantry Brigade Anti-Tank Company) (сформирован 1 сентября 1940 года, расформирована 14 декабря 1941 года)
  - 5-й батальон Сифортского хайлендского полка (5th Battalion, Seaforth Highlanders) (с 5 апреля 1941)
- 153-я пехотная бригада (153rd Infantry Brigade) (бывшая 27-я пехотная бригада)[10]
  - 5-й батальон Чёрной стражи (Королевский хайлендский полк) (5th Battalion, Black Watch (Royal Highland Regiment))
  - 7-й батальон Гордонского хайлендского полка (7th Battalion, Gordon Highlanders) (до 7 ноября 1939)
  - 9-й батальон Гордонского хайлендского полка (9th Battalion, Gordon Highlanders) (до 2 сентября 1940)
  - 1-й батальон Гордонского хайлендского полка (1st Battalion, Gordon Highlanders)
  - Противотанковая батарея (153rd Infantry Brigade Anti-Tank Company) (сформирована 1 сентября 1940, расформирована 1 января 1941)
  - 5-й/7-й батальон Гордонского хайлендского полка (5th/7th Battalion, Gordon Highlanders) (с 21 октября 1940)
- 154-я пехотная бригада (154th Infantry Brigade) (бывшая 28-я пехотная бригада)[11]
  - 7-й батальон Чёрной стражи (Королевский хайлендский полк) (7th Battalion, Black Watch (Royal Highland Regiment)
  - 7-й/10-й батальон Аргайл-сатерлендского хайлендского полка (7th/10th Battalion, Argyll and Sutherland Highlanders) (стал 7-м батальоном 30 сентября 1942)
  - 11-й батальон Аргайл-сатерлендского хайлендского полка (11th Battalion, Argyll and Sutherland Highlanders) (до 22 сентября 1941)
  - 2-й батальон Сифортского хайлендского полка (2nd Battalion, Seaforth Highlanders) (до 4 сентября 1940)
  - Противотанковая батарея (154th Infantry Brigade Anti-Tank Company) (сформирована 1 сентября 1940, расформирована 2 января 1941)
  - 1-й батальон Чёрной стражи (Королевский хайлендский полк) (1st Battalion, Black Watch (Royal Highland Regiment)
- Части дивизионного подчинения (Divisional Troops)
  - 2-й дербиширский йоменский полк (2nd Derbyshire Yeomanry) (Reconnaissance regiment, с 20 января 1944)
  - 1-й/7-й батальон Мидлсексского полка (1/7th Battalion, Middlesex Regiment) (с 20 ноября 1941, вошёл в состав пулемётного батальона, стал батальоном поддержки 10 декабря 1943 года, переформирован в пулемётный батальон 28 февраля 1944 года)
  - 51-й батальон Корпуса войсковой разведки (51st Battalion, Reconnaissance Corps) (сформирован 8 января 1941 года, стал 51-м полком 6 июня 1942 года, до 26 ноября 1942)
  - 126-й (хайлендский) полевой полк Королевской артиллерии (126th (Highland) Field Regiment, Royal Artillery)
  - 127-й (хайлендский) полевой полк Королевской артиллерии (127th (Highland) Field Regiment, Royal Artillery)
  - 128-й (хайлендский) полевой полк Королевской артиллерии (128th (Highland) Field Regiment, Royal Artillery)
  - 61-й (западнохайлендский) противотанковый полк Королевской артиллерии (61st (West Highland) Anti-Tank Regiment, Royal Artillery)
  - 40-й лёгкий зенитный полк Королевской артиллерии (40th Light Anti-Aircraft Regiment, Royal Artillery) (с 1 May 1942)
  - 274-я полевая рота Королевских инженеров (274th Field Company, Royal Engineers)
  - 275-я полевая рота Королевских инженеров (275th Field Company, Royal Engineers)
  - 276-я полевая рота Королевских инженеров (276th Field Company, Royal Engineers)
  - 239-я полевая парковая рота Королевских инженеров (239th Field Park Company, Royal Engineers)
  - 16-й мостовой взвод Королевских инженеров (16th Bridging Platoon, Royal Engineers) (formed 19 December 1943)
  - Полк связи Королевского корпуса связи (51st (Highland) Divisional Signals Regiment, Royal Corps of Signals)
  - 13-я полевая охранная секция Разведывательного корпуса (13 Field Security Section, Intelligence Corps)[12][13]